# Scaphytopius bolivianus
Scaphytopius bolivianus är en insektsart som beskrevs av Paul W. Oman 1938. Scaphytopius bolivianus ingår i släktet Scaphytopius och familjen dvärgstritar. Inga underarter finns listade i Catalogue of Life.